# Koningin Elisabethwedstrijd 1938
De Koningin Elisabethwedstrijd 1938 (voor piano) was de tweede editie van het muziekconcours dat het jaar voordien voor het eerst was ingericht door koningin Elisabeth. De wedstrijd was toen nog gekend als de Eugène Ysaÿewedstrijd, als eerbetoon aan de overleden violist Eugène Ysaÿe. 
De tweede editie was een pianoconcours. Er waren 87 deelnemers. De eerste prijs ging naar de Russische pianist Emil Gilels, wiens zus Elizabeth Gilels, het jaar voordien de derde prijs had gewonnen in het vioolconcours. De Engelse pianiste Moura Lympany behaalde de tweede prijs, de Rus Yakov Flier was derde. Verdere laureaten waren onder meer Lance Dossor (vierde), Nivea Marino-Bellini (vijfde), Robert Riefling (zesde), Arturo Benedetti Michelangeli (zevende) en de Belg André Dumortier (achtste).
De Belgische componist Jean Absil componeerde zijn pianoconcert op.30 speciaal voor deze competitie.
Juryvoorzitter was Victor Buffin de Chosal, juryleden waren Vytautas Bacevičius, Arthur Bliss, Robert Casadesus, Marcel Ciampi, Jean Doyen, Samuel Feinberg, Paul Frenkel, Emile Frey, Ignaz Friedman, Walter Gieseking, Siegfried Grundeis, Bernard Heinze, Léon Jongen, Raoul Koczalski, Artur Lemba, Marcel Maas, Nicolaï Orloff, Pierre Petrides, Jekabs Poruks, Arthur Rubinstein, Walter Rummel, Victor Schioler, Olga Samaroff, André Stoyanoff, Arne van Erpekum Sem, Emil von Sauer, Olof Wibergh en Carlo Zecchi.
Het orkest dat de finales begeleidde was het Groot Symfonie-Orkest van het NIR onder leiding van Franz André. 
Een derde editie, voor orkestdirectie was gepland voor het daaropvolgende jaar, maar deze derde editie werd door de uitbraak van de Tweede Wereldoorlog uitgesteld. Pas in 1951 volgde een nieuwe editie, en tot heden werd nooit een concours voor orkestdirectie in de sessies van de Koningin Elisabethwedstrijd ingericht.